# Gilles Le Muisit
Gilles Le Muisit, Li Muisis ou Le Muizet, né à Tournai en janvier ou février 1272 et décédé le 15 octobre 1352, est un moine bénédictin, abbé de l'abbaye Saint-Martin, chroniqueur et poète français.

## Biographie
Il est né en janvier 1272 dans une famille bourgeoise éminente de Tournai, qui fournit à cette époque plusieurs échevins et hauts responsables municipaux, il entra comme novice dans l'abbaye bénédictine de Saint-Martin de sa ville natale le 2 novembre 1289 (puis une seconde fois, après la mort de sa mère, le 30 avril 1291). À l'époque, selon son témoignage, l'abbaye abritait une communauté de 61 moines et 5 frères converts, c'est-à-dire une des plus grandes d'Europe, les plus grands monastères de l'époque comptant rarement plus de 50 moines.
Déjà prêtre, il fut étudiant à l'université de Paris entre 1297 et 1301. Il était grenetier de l'abbaye en 1315. En 1329, il devint prieur, et il fut élu abbé le 30 avril 1331 (il accepta son élection le 25 mai suivant, après avoir beaucoup hésité, et ne fut consacré que le 25 octobre 1332, car l'évêque de Tournai, Guillaume de Ventadour, lui avait opposé un autre candidat). Il s'occupa notamment de redresser la situation financière de l'abbaye, alors lourdement endettée, et d'arrêter son déclin (seulement 22 moines en 1331, contre 61 en 1289).
À partir de 1345, sa vue baissa, et en 1347, il devint complètement aveugle. C'est alors qu'il dicta ses textes historiographiques et littéraires « pour combattre l'oisiveté et les mauvaises pensées » (écrit-il lui-même). En 1351, le médecin Jean de Mayence proposa de l'opérer de cette cataracte, et il accepta malgré les réticences de ses proches ; un œil fut opéré le 18 septembre, l'autre le 22, et ce fut un complet succès. Il mourut seulement deux ans plus tard à quatre-vingt-un ans.

## Œuvre
Il a composé toute son œuvre littéraire à partir du moment où il est devenu aveugle en 1347 (avant, on n'a de lui qu'un registre de comptes), il l'a en fait dictée à un secrétaire pour occuper son temps, et l'a à peu près abandonnée après son opération réussie en septembre 1351 (quelques textes sont postérieurs). Cette œuvre se compose de textes en prose, essentiellement historiographiques, en latin, et de textes surtout en vers en ancien français (parler de Tournai, intermédiaire entre le picard et le wallon, que Gilles Le Muisit nomme lui-même « walesch »).

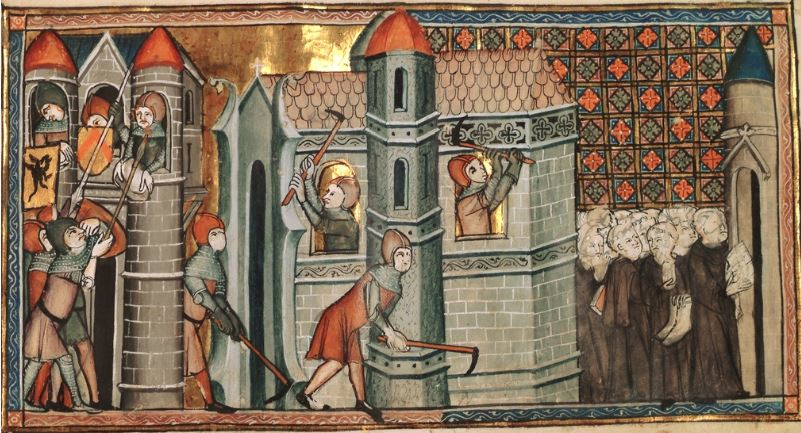
Miniature par Pierart dou Tielt illustrant lAbbatum memoria de Gilles de Muisit.

Les textes en prose latine sont essentiellement :
- la Chronique, dictée entre 1347 et Pâques 1349, récit d'événements qui se sont produits principalement dans le nord de la France, en Flandre, et plus particulièrement à Tournai, de son vivant (en gros depuis 1270, mort du roi saint Louis, jusqu'en 1348) ; une grande part du texte est consacrée à la première phase de la guerre de Cent Ans, dans les années 1330 et 1340 ;
- les Annales (appelées aussi Second livre des chroniques), en fait la suite de la Chronique : un récit plus détaillé des années 1349-1351 (époque notamment de la peste noire et d'une persécution anti-juive dans plusieurs villes), avec un bref prolongement sur les années 1352 et 1353 ;

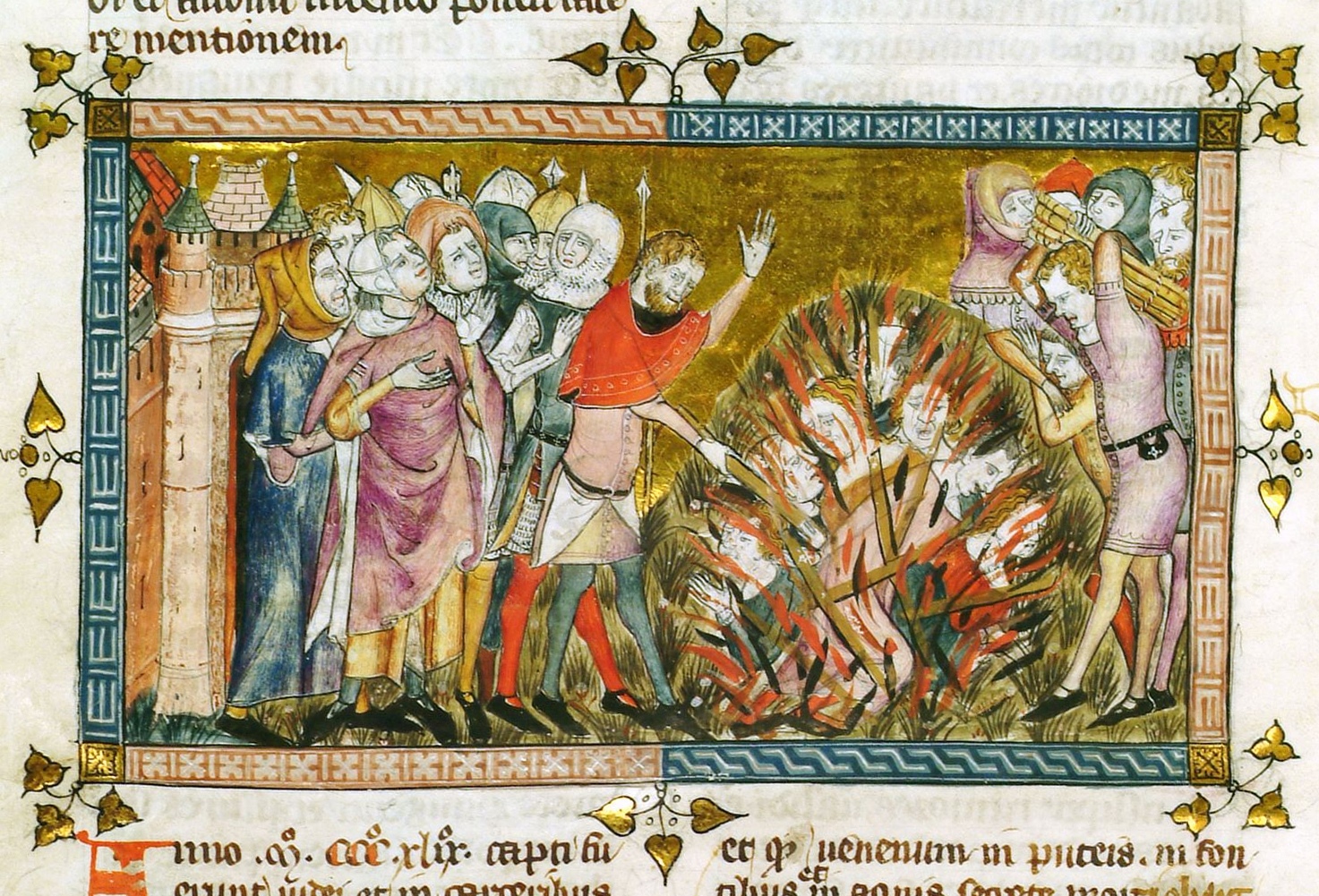
Miniature par Pierart dou Tielt illustrant le Tractatus quartus de Gilles de Muisit (Tournai, c. 1353).

- le Tractatus de consuetudinibus approbatis in monasterio Sancti Martini observari solitis, sur l'abbaye Saint-Martin de Tournai.

Comme historiographe, c'est un esprit critique et pondéré qui vérifie les sources, et fait preuve de scepticisme, par exemple, non sur la possibilité mais sur la réalité de miracles rapportés à Tournai. Il est également très objectif dans ses comptes-rendus, bien qu'il ne cache pas son attachement pour le royaume de France, ce qui était à l'époque la position de la haute bourgeoisie de Tournai (l'un de ses cousins, Jacques Le Muisit, était conseiller au Parlement royal à Paris, et diplomate au service du roi). Il est très fiable, et ce qu'il dit est systématiquement confirmé par d'autres sources.
La partie de l'œuvre en ancien français, éditée un peu trompeusement au XIXe siècle sous le titre Poèmes, l'a été partiellement, plus récemment, sous celui de Registre : il s'agit, non pas de petites pièces lyriques, mais d'une masse de texte en vers octosyllabiques ou dodécasyllabiques rimés (des dizaines de milliers), organisés parfois en strophes, mêlés ici et là de quelques pages de prose, divisés en grandes parties sous les titres Lamentation, Oraisons, Méditation, Narration, etc., et qui abordent des sujets variés (surtout religieux) sous des angles très divers. L'auteur ne se voulait pas poète ; c'est de la littérature monastique relevant de la méditation, du prêche, etc.

## Citation
- « Populus universis facile credit et facilius audita refert et publicat, unde modo falsa, modo vera dicunt ; et ego non approbo dicta talium nec fidem adhibeo, et maxime si talia registrarem de quibus certitudinem non haberem, totum opus meum esset reprobandum, et in aliis mihi non crederetur » (vers la fin de la Chronique).